# Ptychosperma
Genre
Classification phylogénétique
Espèces de rang inférieur
- Ptychosperma ambiguum
- Ptychosperma buabe
- Ptychosperma burretianum
- Ptychosperma caryotoides
- Ptychosperma cuneatum
- Ptychosperma elegans
- Ptychosperma furcatum
- Ptychosperma gracile
- Ptychosperma hartmannii
- Ptychosperma lauterbachii
- Ptychosperma lineare
- Ptychosperma macarthurii
- Ptychosperma macrocerum
- Ptychosperma mambare
- Ptychosperma microcarpum
- Ptychosperma mooreanum
- Ptychosperma nicolai
- Ptychosperma praemorsum
- Ptychosperma propinquum
- Ptychosperma pullenii
- Ptychosperma ramosissimum
- Ptychosperma rosselense
- Ptychosperma salomonense
- Ptychosperma sanderianum
- Ptychosperma schefferi
- Ptychosperma streimannii
- Ptychosperma tagulense
- Ptychosperma vestitum
- Ptychosperma waitianum

Ptychosperma est un genre de palmiers, des plantes de la famille des Arecaceae. La plupart des espèces sont natives d'Australie et/ou de Nouvelle-Guinée, mais quelques-unes sont trouvées dans les îles Salomon des Moluques dans l'est de l'Indonésie.

## Classification
- Sous-famille des Arecoideae
  - Tribu des Areceae
    - Sous-tribu des Ptychospermatinae

Le genre Ptychosperma partage sa sous-tribu avec treize autres genres : Ponapea, Adonidia, Balaka, Veitchia, Carpentaria, Wodyetia, Drymophloeus, Normanbya, Brassiophoenix,  Ptychococcus,  Jailoloa, Manjekia et Wallaceodoxa.

## Liste des Espèces
Selon  World Checklist of Selected Plant Families (WCSP) (24 janvier 2021)  et Plants of the World online (POWO) (24 janvier 2021) :
- Ptychosperma ambiguum			(Becc.) Becc. ex Martelli
- Ptychosperma buabe				Essig
- Ptychosperma burretianum			Essig
- Ptychosperma caryotoides		Ridl.
- Ptychosperma cuneatum			(Burret) Burret
- Ptychosperma elegans				(R.Br.) Blume
- Ptychosperma furcatum			(Becc.) Becc. ex Martelli
- Ptychosperma gracile				Labill.
- Ptychosperma hartmannii			Becc.
- Ptychosperma lauterbachii			Becc.
- Ptychosperma lineare				(Burret) Burret
- Ptychosperma macarthurii 			(H.Wendl. ex H.J.Veitch) H.Wendl. ex Hook.f.
- Ptychosperma macrocerum 			Becc.
- Ptychosperma mambare 			(F.M.Bailey) Becc. ex Martelli
- Ptychosperma microcarpum 			(Burret) Burret
- Ptychosperma mooreanum 			Essig
- Ptychosperma nicolai				(Sander ex André) Burret
- Ptychosperma praemorsum 			Becc.
- Ptychosperma propinquum			(Becc.) Becc. ex Martelli
- Ptychosperma pullenii				Essig
- Ptychosperma ramosissimum 			Essig
- Ptychosperma rosselense 			Essig
- Ptychosperma salomonense			Burret
- Ptychosperma sanderianum 			Ridl.
- Ptychosperma schefferi 				Becc. ex Martelli
- Ptychosperma streimannii 			Essig
- Ptychosperma tagulense 			Essig
- Ptychosperma vestitum 				Essig
- Ptychosperma waitianum 			Essig

## Liens externes

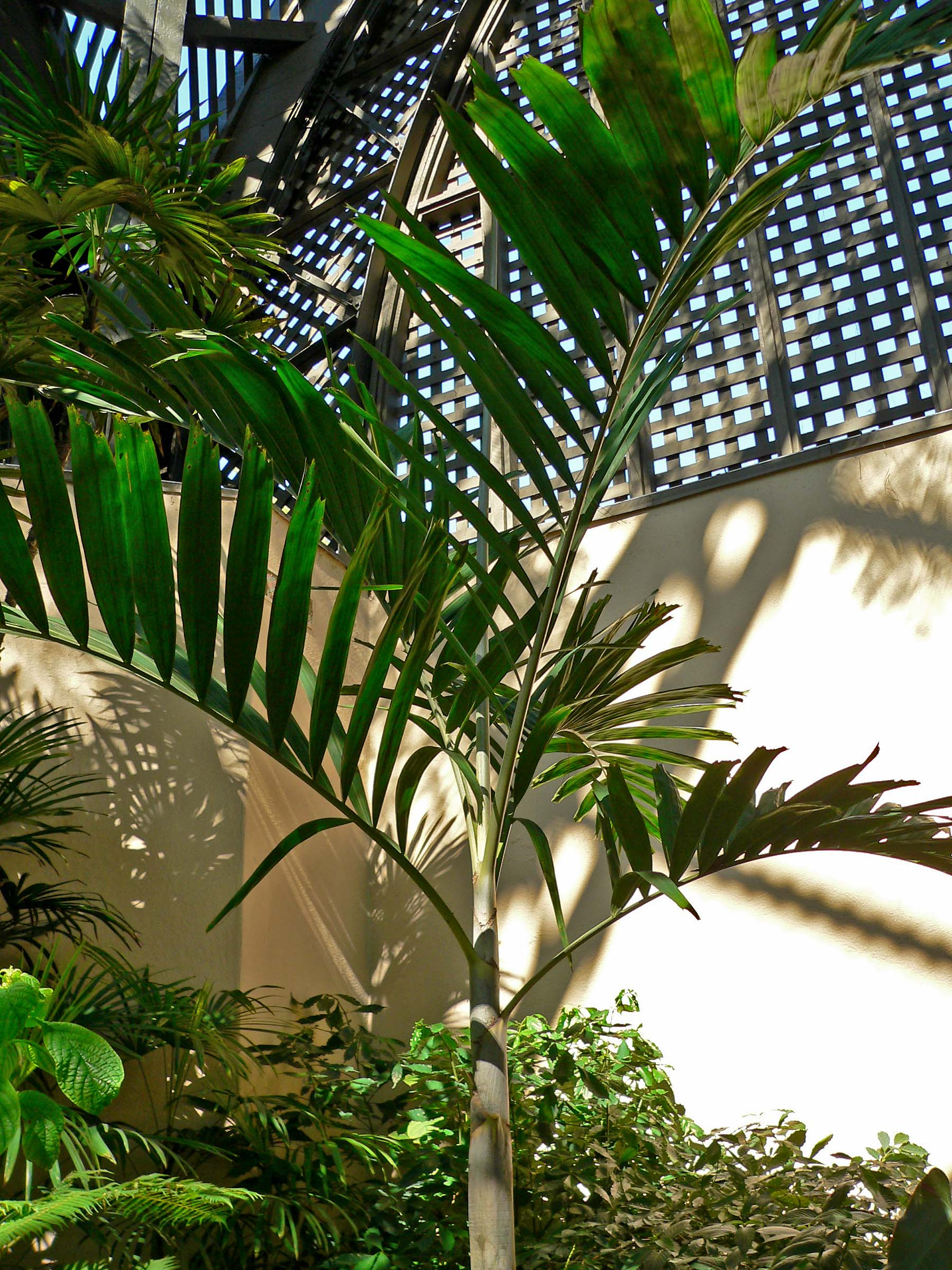
Ptychosperma elegans.